# Lindal in Furness
Lindal in Furness – wieś w Anglii, w Kumbrii, w dystrykcie (unitary authority) Westmorland and Furness. Leży 82 km na południe od miasta Carlisle i 359 km na północny zachód od Londynu.